# CrossCrypt
CrossCrypt ist eine Freie Software (unter GPL) zur transparenten Ver- und Entschlüsselung von Festplatten und anderen Datenträgern für Microsoft Windows XP und 2000 mit Kompatibilität zu Linux. CrossCrypt bietet ähnlich wie TrueCrypt die Verschlüsselung sogenannter Container-Dateien, welche unter Windows als virtuelle Laufwerke eingebunden werden können. Die Software unterstützt die Algorithmen Twofish sowie AES in den Varianten AES-128, AES-192 und AES-256.
CrossCrypt ist kompatibel zu loop-aes und damit neben FreeOTFE und TrueCrypt (ab Version 4) eines der wenigen Verschlüsselungsprogramme, die unter Linux und Windows laufen.

## Vergleich mit ähnlichen Programmen
CrossCrypt besitzt im Vergleich zu FreeOTFE und TrueCrypt folgende Vor- und Nachteile:
- FreeOTFE und TrueCrypt benutzen Salt und zufällige Initialisierungsvektoren zur Erhöhung der Sicherheit. CrossCrypt bietet diese Sicherheit nicht und ist damit anfälliger für Rainbow-Table-Attacken.
- TrueCrypt bieten eine Form von glaubhafter Bestreitbarkeit (engl. plausible deniability) durch verborgene Partitionen („hidden volume“), die im freien Speicher einer anderen liegen.
- CrossCrypt kann verschlüsselte CDs lesen. Dazu legt man ein ISO-Abbild einer CD an, verschlüsselt dieses mit CrossCrypt und brennt dann das verschlüsselte Speicherabbild auf eine neue CD-R(W). Die so verschlüsselte CD kann mit CrossCrypt gemountet und gelesen werden.
- CrossCrypt verwendet CBC; TrueCrypt verwendet LRW oder XTS-AES; FreeOTFE einen der 3 Modi nach Wahl.